# 辛德伽縣
辛德伽縣是印度的一個縣，位於該國東部，由賈坎德邦負責管轄，面積3,761平方公里，識字率為67.59%，2011年人口599,813，人口密度每平方公里159人。

## 外部連結
- Simdega district website （页面存档备份，存于）
- （页面存档备份，存于） List of places in Simdega

22°36′36″N 84°30′00″E / 22.61000°N 84.50000°E